# La Paz (Cesar)
La Paz é um município da Colômbia, localizado no departamento de Cesar.